# 万向钱潮
万向钱潮股份有限公司 （深交所：000559）是中国深圳证券交易所的一家上市公司，主营业务范围为交通运输设备制造业。
2011年，该公司主营业务收入为8173449414.23元，公司净利润为465393589.19元，公司总资产为8804541656.82元。